# Оффензее
Оффензее — гірське озеро у Верхньоавстрійській частині Зальцкаммергута в муніципалітеті Ебензее-ам-Траунзее, біля північного підніжжя Мертвих гір і на висоті 649 м.н.м. (метрів над Адріатичним морем). З озера є стік через струмок Оффензебах, що впадає через Траун у Дунай. Бідне поживними речовинами озеро з його переважно природними берегами та сильно структурованою рослинною смугою з прилеглими водно-болотними угіддями є середовищем проживання багатьох видів тварин і рослин. Територія знаходиться під охороною природи з 1965 року. Оффензее належить «Австрійським федеральним лісам» (Österreichischen Bundesforste) і є популярним місцем для купання та екскурсій.

## Географія
Озеро розташоване у Зальцкаммергут, 7 км на південний схід від центру Ебензее-ам-Траунзее, і до нього можна дістатися через Оффензеештрассе L1296, що проходить уздовж північного берега. В кінці вулиці є паркомісця на північному заході та північному сході. Навколо озера веде закрита для громадського транспорту лісова дорога.
Трапецієподібне озеро має максимальну довжину 960 м і максимальну ширину 850 м. Дзеркало озера має площу близько 57 га, середня глибина 19 м. За винятком північного району, озеро має круті схили. Тільки приблизно з 35 м глибини, кут схилу поступово зменшується і утворюється відносно велика донна зона з максимальною глибиною 38 м. Обсяг води 10,5 млн куб.м. Береги в основному кам'янисті та круті з довгих сторін і обмежені на заході горою Айбенек (1040 м.н.м.) і на сході Ґшіррек 1410 м.н.м.). Північний і південний береги плоскі і мають широкі замуленні або трав'яні зони.

## Гідрологія
Загальна площа гідрологічного водозбору Оффензее становить 20,61 км². Озеро живиться, з одного боку, з надземних приток, таких як Ріннербах, яка впадає в озеро на півдні, де створює алювіальний конус. Грюнбах тече з південного заходу до Ріннербаха. Ці два потоки дуже часто висихають над землею. Часто раннє танення льоду в районі злиття та порівняно нижча температура води влітку свідчать про постійний приплив підземних вод через гравійне тіло, яке утворює русло потоку. Зона водозбору лежить у басейні, обмеженому крутими північними схилами Вайсхорна та Ріннеркогеля. На півночі знаходиться витік з озера через Оффензебах. Стік озера регулюється переливною заслінкою від Energie AG, яка розташована близько 500 Метрів на північ від Оффензее. Використання енергії для економіки може призводити до коливань рівня води в озері до 0,9 м. Термін відновлення води становить близько 6 місяців.

## Геологія

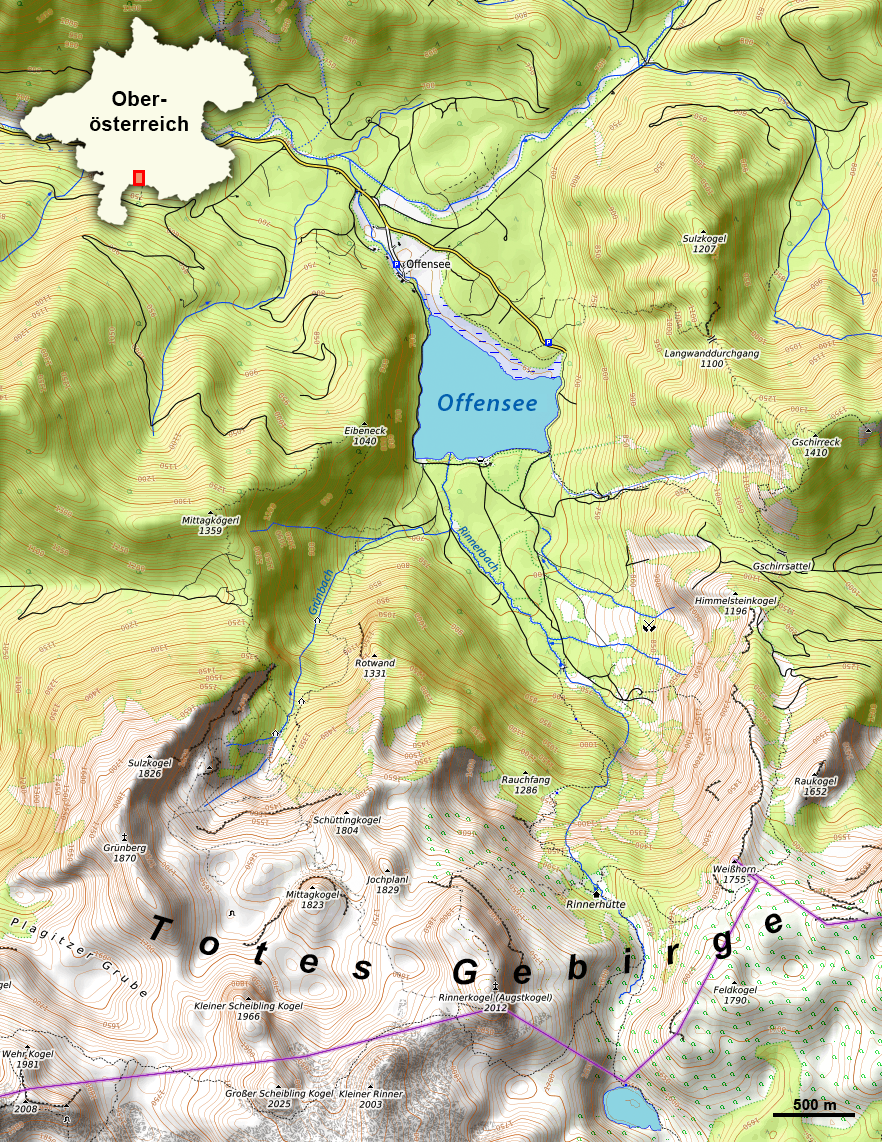
Топографічна карта Оффензее. Добре видно алювіальний конус на півночі

### Тектоніка
Оффензее лежить на кордоні між масивом Мертві гори і масивом Штауфен-Гелленгебіргс (Тіролікум) і тому є частиною Північних вапнякових Альп. Ці гірські масими складаються в основному з мезозойських вапняків і тріасових доломітів. У західній частині Мертвих гір знаходиться група Шенберга, яка відокремлена від групи Пріель геологічно обумовленою глибокою западиною. Цей тектонічний розлом, відомий як лінія Вільдензе, проходить від Альтаусзер-Зее через Гохклапфзаттель до Вільдензее і далі через Ріннербоден до Оффензее. Айбенек складений основними доломітами, Ґшіррек — веттерштайнськими доломітами. Ріннеркогель і Вайсхорн складаються з дахштайнських вапняків, а основні доломіти простягаються до Вільдензее між цими горами.

### Колишнє зледеніння та формування
Під час льодовикових періодів льодовик Оффензее йшов з плато Мертвих гір через долину Оффензе-Фрауенвайссбах на захід у напрямку Траунглетшера поблизу Планкау. В результаті дії льодовиків в долині утворилася поглиблена улоговина Оффензее. У басейні в післяльодовиковий період відбувався постійний і сильний приплив гірського матеріалу, що є причиною скорочення колись значно більшої площі озера. Колишній розмір озера можна розпізнати за краями скель і залишками окраїнної морени над системою водосливу Offenseesäge. Щебінь в основному надходив через Грізенекбах, який утворив могутній алювіальний конус на півночі озера. Цей конус запрудив Ріннербах і утворилось Оффензее. Цей алювіальний конус простягається далеко в озеро і утворює мілководну зону на північному березі, яка закінчується крутим перепадом. На північно-східному березі чітко простежується тенденція до подальшого замулення.

## Клімат

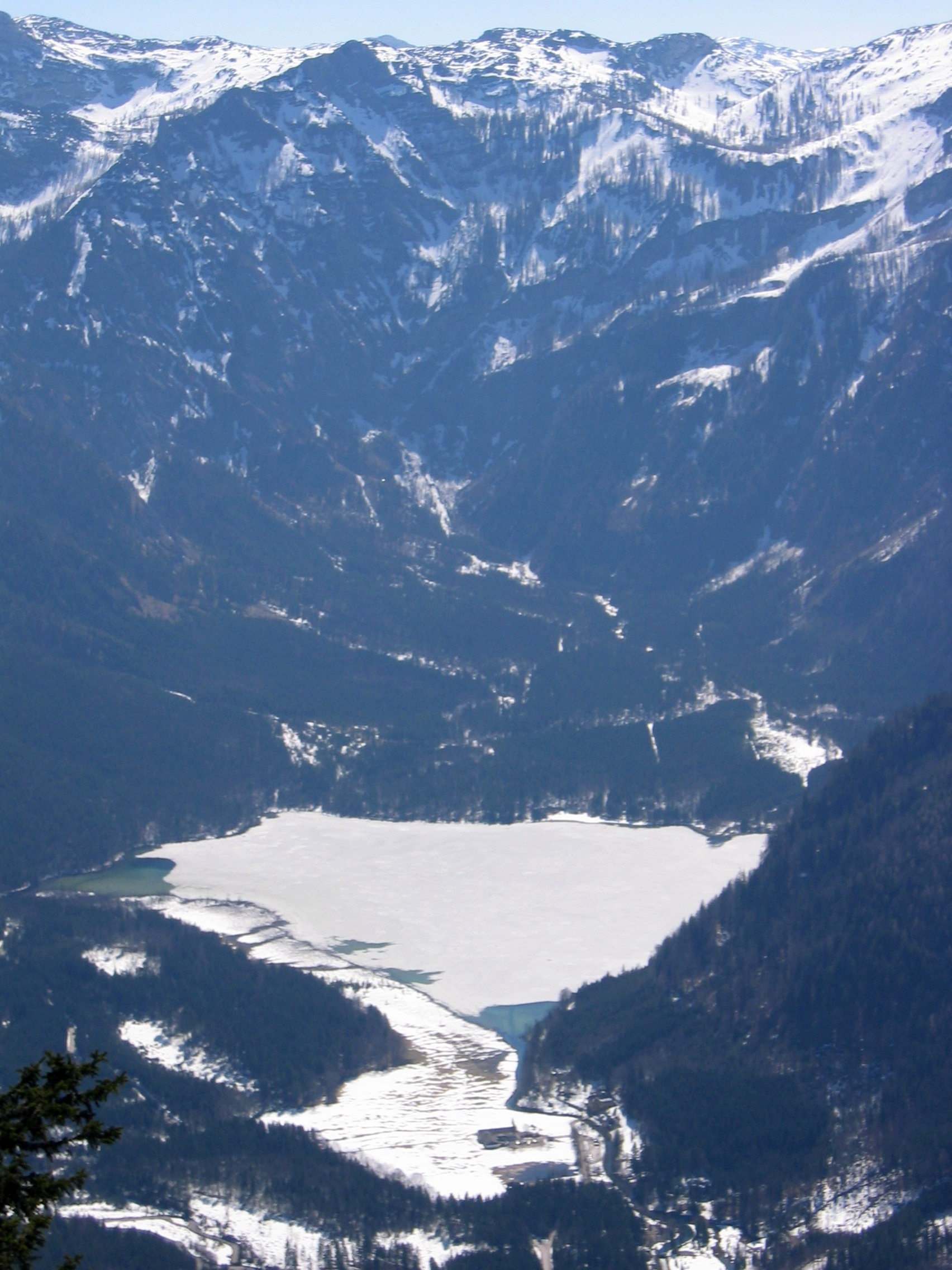
Лід рідко триває до початку квітня, як це було в 2005 році

Через часті затори хмар на північній околиці Мертвих гір у водозбірній зоні Оффензее випадає вища за середню кількість опадів. Середня річна кількість опадів становить 2291 мм, з яких близько 494 мм випаровуються, решта 1797 мм стікає. Близько 55–60 % опадів випадає влітку. Найбільш вологі дні фіксуються в липні, а липень в цілому також є найвологішим місяцем. Середньорічна температура від 6 до 8°С.

## Лімнологія
Навесні після танення льоду водойма перемішується і приносить в глибини багату киснем воду. У літню половину року прогрівається переважно поверхневий шар, восени відбувається поновлення перемішування, яке супроводжується утворенням криги. Оффензее має слабкі умови стратифікації. Термальний епілімніон утворюється (якщо взагалі утворюється) влітку лише у верхніх 1–2 метрах. Середня температура води на поверхні 10° С. Мінімальна температура води, виміряна між 2012 і 2017 роками, становила 1,1°С, максимальна 21,8° С. З глибини 3 м як правило є різке зниження температури, воно триває до глибини 6 м. Лише нижче цього градієнт температури вирівнюється. На глибині 20 м зазвичай влітку вимірюють 7 °C виміряно. Температура над дном відносно постійна — у 2007 і 2008 роках значення були від 4,4 до 6,0 °C. Навіть помірно тепле літо спричиняє значуще підвищення температури над дном аж до вересня.
Озеро має низьку концентрацію поживних речовин і тому є оліготрофним. Через низьку концентрацію фітопланктону та низький ріст водоростей середня видимість влітку становить 11 метрів. У фітопланктонному співтоваристві Оффензее в усі пори року переважають представники роду Cyclotella. Рід дає постійні 40 % біооб'єму в середньому за рік.

## Флора і рослинність

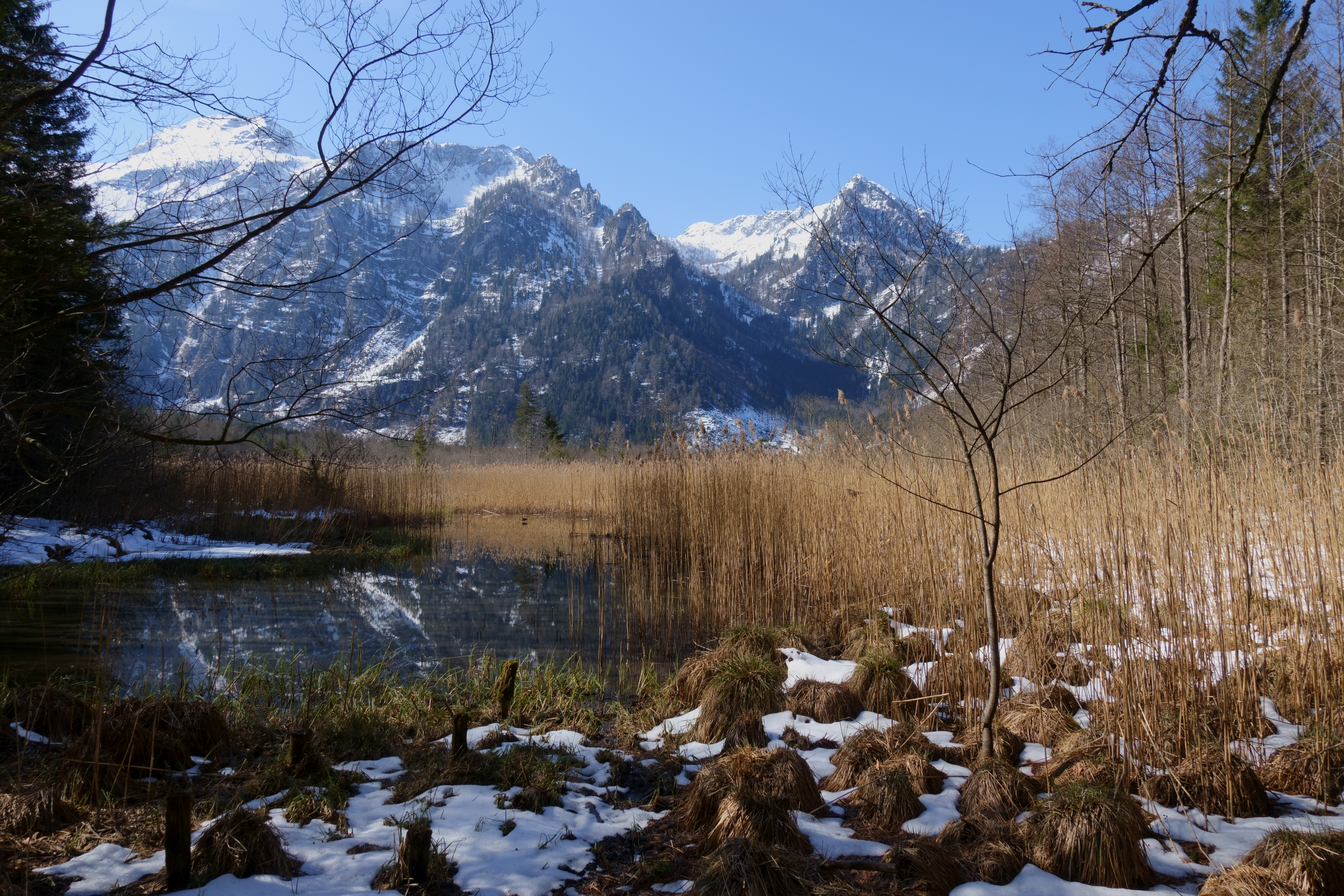
Зона замулення з очеретом і цибулинами осоки високої на північно-східному березі

Круті західні та східні береги вкриті змішаним схиловим лісом, який у верхніх частинах близький до природного. Домінуючими породами дерев тут є ялина європейська, яку також насаджують, бук звичайний та явір. На півночі є невелике мулисте торфове болото, в якому домінує осока висока. Перед мулистим болотом розташовуються плавні з розрідженим населенням очерету , куги озерної та осоки носатої. У східній частині зони замулення також є чорновільхові болотні ліси. Внутрішні — вологі луки з високотрав'янистими угрупованнями, на яких домінує гадючник болотяний. Дорога на західному березі з береговими укріпленнями перешкоджає майже природному розвитку берега.
Charophyceae, пристосовані до холодної води, становлять основну частину підводної рослинності і покривають значну частину дна озера. На мілководді можна знайти великі популяції Chara aspera, Chara contraria і Chara virgata. Нарешті, є також більші популяції Chara globularis. Нижня межа макрофітів утворена водоростями Nitella opaca трохи менше ніж на 20 м глибини. Водяна чума канадська зустрічається на мілководді південно-східної затоки та вздовж крутого перепаду зони мілководдя на північному березі озера. Ялиця звичайна зустрічається переважно в підводній формі на мілководді. У прозорій гірській воді також процвітає гірський рід  волосолистого водяного півника, який цвіте під водою. Нерестові трави представлені рдесником дрібним та рябником мерехтливим (Potamogeton × nitens).
Північний берег і мулисте болото є домом для багатої мохової флори. Заслуговує на увагу відносно велика поширеність моху виду Hamatocaulis vernicosus, який охороняється Директивою про фауну, флору і середовище проживання. Основолюбні мохи, такі як Calliergon giganteum і Scorpidium scorpioides, зустрічаються на більшості боліт, і Campylium elodes на купах на березі. Надзвичайно рідкісний Cinclidium stygium утворює великі популяції локально на більш відкритих місцях. Варто згадати про появу Pseudocalliergon lycopodioides, що росте між заростями осоки. Оффензее є третім місцем, де зафіксовано цей вид в Австрії.

## Фауна
Спочатку, як і в більшості невеликих холодних гірських озер у Мертвих горах, переважали риби, такі як гольян, озерна форель (Salmo trutta) і арктичний голець. Минь річковий також є автохтонним для Оффензее. Також через штучне зариблення трапляються такі види риб: щука, короп, лин, плітка та окунь. Зона замулення на північному березі є ідеальним місцем нересту для земноводних. Поширені жаба трав'яна і ропуха звичайна. В Оффензее живуть також жовточереві жаби та гірський тритон.
Також у Оффензее є щільна популяція благородних раків, особливо на західному березі. Оффензее має особливе розташування через повноводний Оффензебах з крутими порогами, який захищає від мігруючих Pacifastacus leniusculus і перериває ланцюг передачі чуми раків. Благородні раки спочатку не були рідними для озера, і популяцію можна простежити до штучного зариблення.
У доповненні до звичайних річних птахів лиска і крижня, пірникоза велика є одним з птахів, що гніздяться на озері Оффензее.

## Природний заповідник

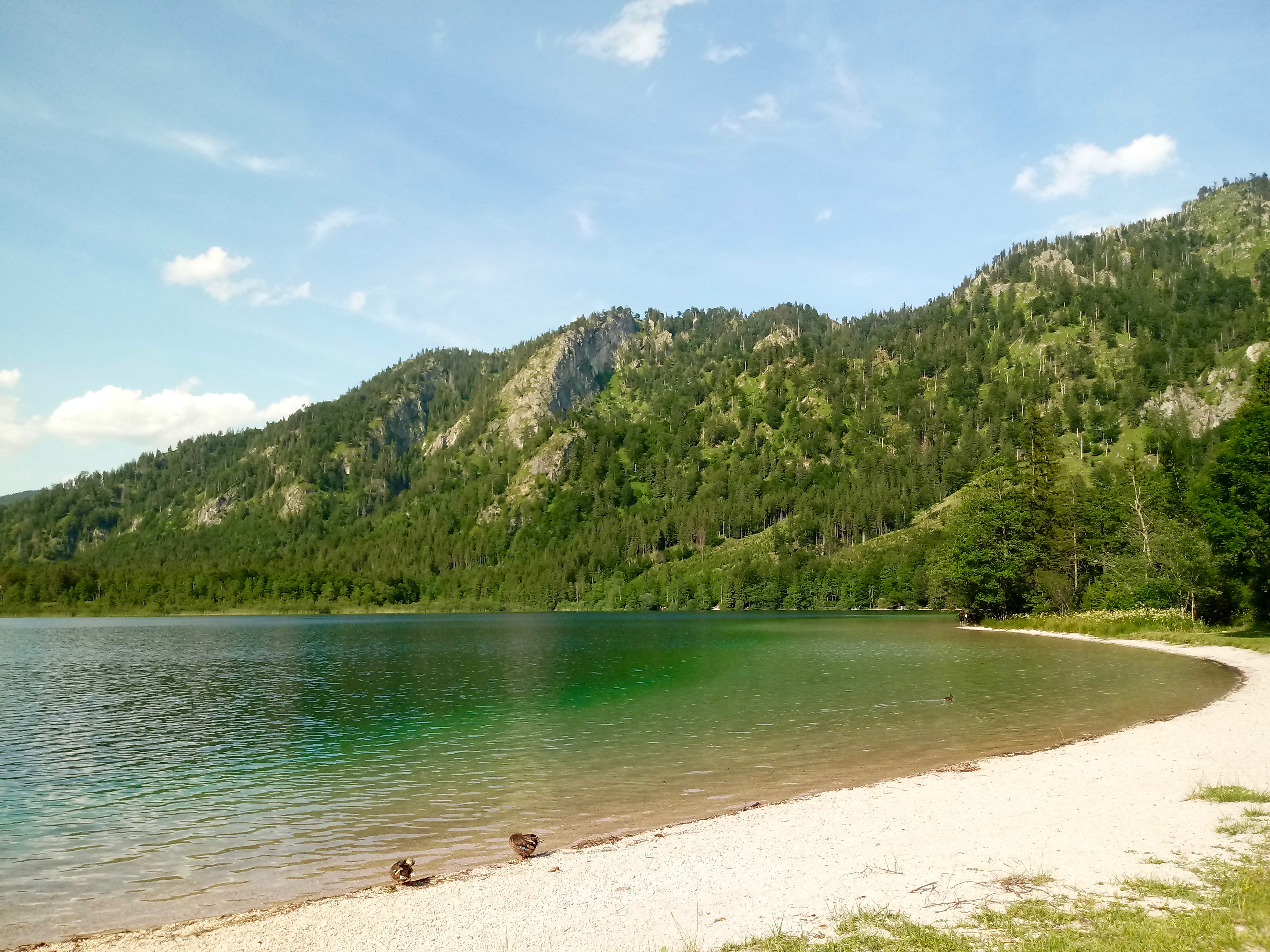
Вид з південного берега на північ

Завдяки різноманітній флорі та фауні Оффензее є відносно недоторканою екосистемою, а територія перебуває під охороною природи з 1965 року (Оффензее, N142). Вона включає озеро та прилеглі береги. Заповідна зона становить 58,8 га і поділена на три зони. Зона А включає північний берег і кар'єрний ліс на північному сході. Вхід та проїзд на човнах заборонено. Зона В — верхня, неглибока частина озера. Водіння на човнах дозволено лише для риболовлі та Австрійським федеральним лісам. Зона C включає решту озера, де дозволено купатися та плавати на гребних човнах. Заходи зариблення можна проводити лише з автохтонними видами риб гольян (Phoxinus phoxinus), форель озерна (Salmo trutta), арктичний голец (Salvelinus alpinus) та вугровий стрижень (Lota lota). Зариблення щуки вимагає дозволу природоохоронного органу. Заповідна територія Оффензее та прилеглі замулені болота відповідно до Оселищної директиви як частина мережі Natura 2000 становить 66 гектари, що трохи більше, ніж заповідна територія, передбачена землею Верхня Австрія, і також включає мулове болото на північному березі.
Велика популяція раків має регіональне значення для поповнення навколишніх озер. Чума раків сталася в Лаудахзее в 2008 році і знищила популяцію благородних раків. Лаудахзее нещодавно заселили крабами з Оффензее. У 2010 році почалося збільшення популяції Вордерен-Лангбатзее, що складається з 145 крабів з Оффензее.
Щоб захистити популяцію земноводних, Асоціація захисту тварин Ебензее щороку під час нересту зводить огорожу вздовж Оффензеештрассе.

## Економіка

### Лісове господарство, мисливство та рибальство
Оффензее та навколишні ліси належать Федеральним лісам Австрії і управляються як лісовий район Оффензее. Ліси використовуються в лісогосподарських цілях і перетинаються мережею лісових доріг. Як власник, Федеральні ліси передають мисливські угіддя зовнішнім мисливським орендарям. Риболовля здається в оренду місцевим рибальським клубам.

### Енергетика
Оффензее використовується як водосховище електростанції «Offensee 1» і подальшої електростанції «Offensee 2» з «Energie AG». Вони були введені в експлуатацію «Stern Hafferl» в 1908 і 1909 роках. Разом з електростанцією «Steeg і Traunfall», з якими електростанції Ofensee були з'єднані високовольтними лініями з моменту введення в експлуатацію, вони склали основу для електрифікації Верхньої Австрії. На додаток до води з Оффензебаха, яку можна регулювати, контролюючи потік озера, електростанції також використовують притоки з сусідньої долини Гімбах. Це генерує близько 20 ГВт-год електроенергії на рік.

### Туризм

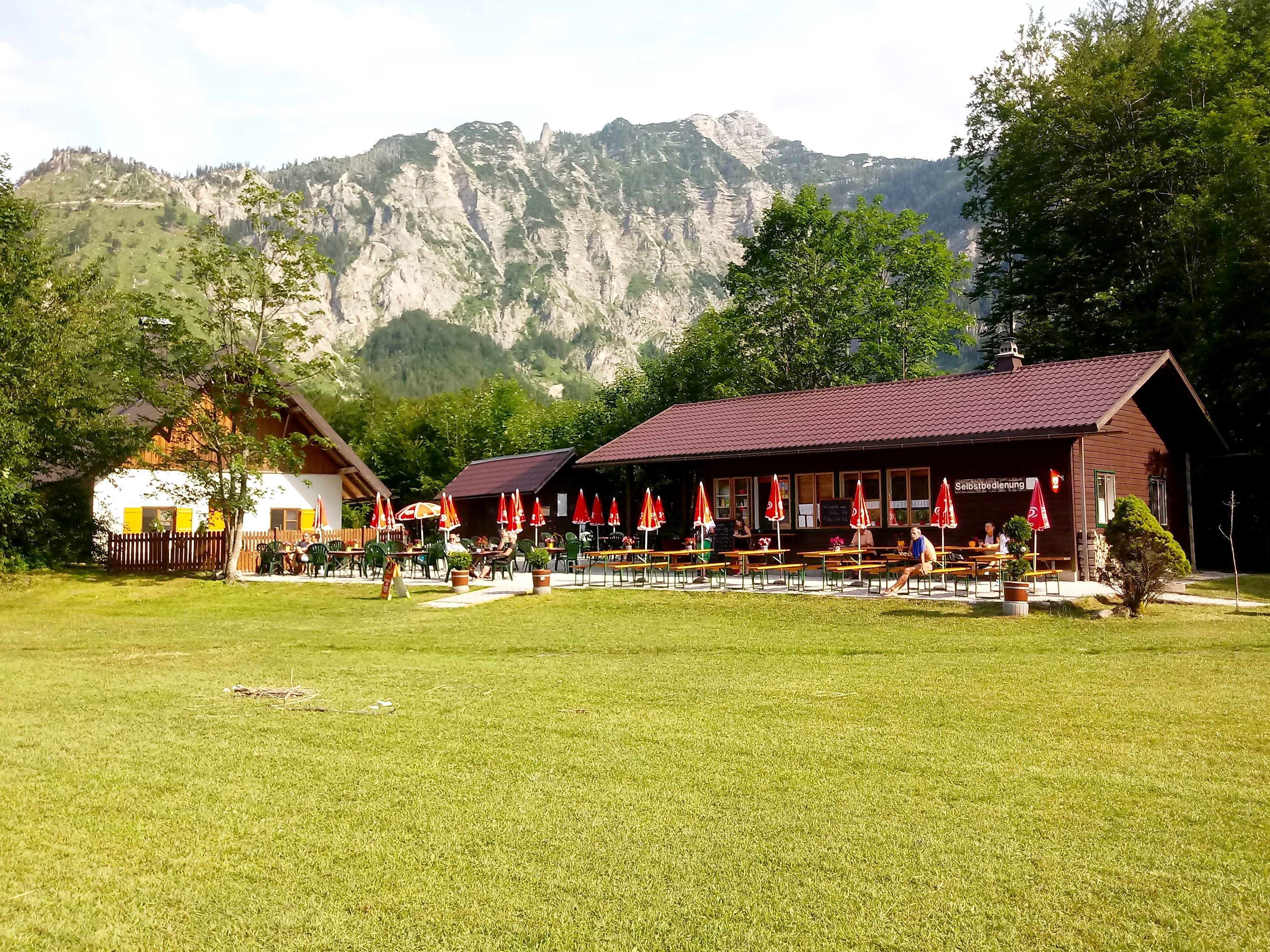
Закусочна станція Seeau

Оффензее є популярним місцем і використовується як озеро для купання, особливо влітку через приємну температуру поверхні води. Великі частини південного берега використовуються як газон для прийняття сонячних ванн. Там же знаходиться снек- бар Seeau. На північ від озера, на виході, знаходиться гірський прихисток Гаузек. Оффензее також підходить для катання на  ковзанах або гри у айсшток, оскільки взимку часто повністю замерзає.
Оффензее є відправною точкою для кількох пішохідних маршрутів:
- Доріжка довкола озера
- Шлях 420: гірська стежка з'єднує озеро з Альмзее і є частиною Voralpenweg 04.
- Шлях 422: проходить на північ у долину Риндбах і є частиною Voralpenweg 04.
- Шлях 212: Offensee — Rinnerhütte — Wildensee — Altaussee

## Історія

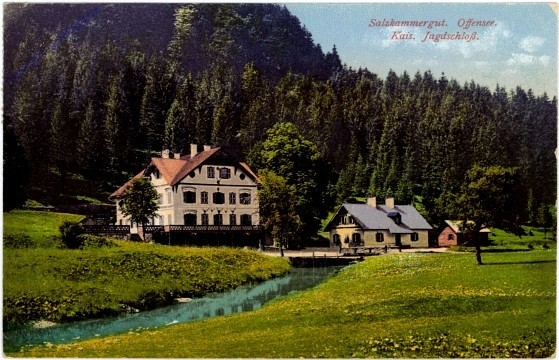
Кайзерський мисливський замок Оффензее 1909 року

Район Оффензее раніше належав жіночому монастирю Траункірхен. Про це нагадують такі назви долин як Фрауенвайсбах. З будівництвом поблизу солеварні в Ебензе-ам-Траунзе 1604 року вся деревообробна промисловість у цьому районі була спрямована на виробництво дров для неї. Долина Фрауенвайссбах-Оффензебах також була розроблена для перевезення лісу. Як і на озерах внутрішнього Зальцкаммергута, на витоку Оффензее була клявза до лісового заносу. Щодо дерев'яної Оффензеклявзи в 1666 році повідомлялося, що всі четверо воріт шлюзів прогнили, і тому їх потрібно було замінити. 1887 році повені знищили більшість будівель для сплаву лісу. Тоді лісосплав по воді.. Пізніше були побудовані лісові дороги, по яких ліс возили на кінних возах. З 1909 по 1954 існувала Оффензеебан — лісова залізниця для підвезення деревини.
На північ від озера біля витоку знаходиться мисливський замок Оффензе, колишній мисливський замок імператора Франца Йосифа І. Ансамбль будівлі з каплицею збережено в класичному шенбруннському жовтому кольорі. У мисливському замку з 1920 року розміщувався легеневий санаторій. У дитячому санаторії, створеному Емілем Куглером, сонячною терапією лікувалися переважно діти з кістковим туберкульозом. Сьогодні мисливський замок є житловим.